# Acupalpus meridianus
Acupalpus meridianus é uma espécie de insetos coleópteros pertencente à família Carabidae.
A autoridade científica da espécie é Linne, tendo sido descrita no ano de 1761.
Trata-se de uma espécie presente no território português.